# Хворосно (Брестская область)
Хворо́сно (бел. Хваро́сна) — деревня в Пинском районе Брестской области Беларуси. Входит в состав Валищенского сельсовета. Расположена в 5 км от автодороги Ивацевичи — Пинск — Столин (Р-6) в 38 км от города Пинск. По переписи населения 2019 года в деревне насчитывалось 112 человек.

## История
- Конец XIX века — находится в собственности Статковских, население составляет 90 человек
- Межвоенный период — владельцами являются Муромцевы
- 1940—1960 года — является центром одноименного сельсовета
- 1960—1965 года — входит в состав Логишинского поселкового Совета
- Май 1965 года — включена в состав Валищенского сельского Совета